# GSC5409-2663
GSC5409-2663 — хімічно пекулярна зоря спектрального класу A0, що має видиму зоряну величину в смузі V приблизно 10,4.